# Svetlana Boyko
Pour les articles homonymes, voir Boyko (homonymie).
Svetlana Anatolievna Boïko (en russe : Светлана Анатольевна Бойко), née le 13 février 1972 à Rostov-sur-le-Don (Union soviétique), est une escrimeuse russe ayant pour arme le fleuret.

## Carrière

### Jeux olympiques
Svetlana Boïko participe aux épreuves individuelle et collective de fleuret lors des Jeux olympiques d'été de 1996 à Atlanta et termine respectivement aux 18e et 6e places. Aux Jeux olympiques d'été de 2000, la Russe se classe 19e au concours individuel et 5e par équipes. Lors des Jeux olympiques d'été de 2004, elle n'est présente qu'à l'épreuve individuelle, terminant onzième. C'est lors des Jeux olympiques d'été de 2008 à Pékin qu'elle remporte sa première médaille olympique, une médaille d'or en épreuve par équipes.

### Championnats du monde
Le palmarès de Svetlana Boïko aux Championnats du monde d'escrime est le suivant : 
- Fleuret individuel
  - Médaille d'or en 2002
  - Médaille d'argent en 1998
  - Médaille de bronze en 1999
- Fleuret par équipes
  - Médaille d'or en 2002 et 2006
  - Médaille d'argent en 2001 et 2003

### Championnats d'Europe
Le palmarès de Svetlana Boïko aux Championnats d'Europe d'escrime est le suivant : 
- Fleuret individuel
  - Médaille d'argent en 2004 et 2005
  - Médaille de bronze en 2002 et 2003.
- Fleuret par équipes
  - Médaille d'or en 1998, 2000, 2006 et 2008
  - Médaille d'argent en 2007
  - Médaille de bronze en 2003